# Леонтий (Козлов)
Митрополи́т Лео́нтий (в миру Василий Влади́мирович Козло́в; род. 25 сентября 1970, Москва, РСФСР) — архиерей Русской православной церкви, митрополит Воронежский и Лискинский, глава Воронежской митрополии
Тезоименитство — 23 мая (5 июня) (память святителя Леонтия Ростовского).

## Биография
Родился 25 сентября 1970 года в Москве, в семье инженеров. С 1977 по 1985 годы учился в средней школе. В 1985 году после окончании восьми классов школы поступил в Московский авиамоторостроительный техникум, который окончил со специальностью техник-механик авиационных двигателей в 1989 году. В 1989—1991 годах проходил службу в Советской армии.
2 августа 1991 года крестился в храме Успения Пресвятой Богородицы в Вешняках города Москвы. Помогал в строительстве подмосковного храма Покрова Пресвятой Богородицы в селе Кудиново, пел в приходском хоре.
В 1991 году поступил в Московский авиационный технологический институт (МАТИ) на специальность техник-технолог авиационных двигателей, где проучился три полных курса, но в 1994 году подал документы на поступление в Московскую духовную семинарию.
В 1995—1999 годах обучался в Московской духовной семинарии, в 1999—2003 годах — в Московской духовной академии. С октября по июнь 2000 года обучался новогреческому языку в Патрском университете в Греции, по возвращении перешел в МДА на экстернат и начал преподавать древнегреческий язык при Греко-латинском кабинете МДАиС (2001—2013).
21 апреля 2000 года был пострижен в монашество с наречением имени Леонтий в честь святителя Леонтия Ростовского, и 26 апреля того же года был рукоположен в сан иеродиакона.
9 марта 2003 года ректором Московской духовной академии архиепископом Верейским Евгением (Решетниковым) рукоположен в сан иеромонаха.
8 ноября 2004 года в Московской духовной академии защитил диссертацию на тему «Труды преподобного Никодима Святогорца в освещении современной патрологической науки» с присвоением степени кандидата богословия.
5 апреля 2010 года ректором Московской духовной академии и семинарии архиепископом Верейским Евгением  (Решетниковым) за литургией Светлого Понедельника был возведён в сан игумена.
26 декабря 2013 года решением Священного Синода назначен на должность члена Русской духовной миссии в Иерусалиме. Отвечал за взаимодействие с Иерусалимской Православной Церковью, проходил послушания переводчика, казначея и другие.
15 октября 2018 года решением Священного Синода освобожден от должности члена Русской духовной миссии в Иерусалиме и направлен в распоряжение митрополита Екатеринбургского и Верхотурского Кирилла. И был назначен наместником мужского монастыря Царственных страстотерпцев в урочище Ганина Яма близ города Екатеринбурга.

### Архиерейство
30 августа 2019 года решением Священного Синода (журнал № 100) избран епископом Сызранским и Шигонским, с освобождением от должности наместника монастыря Царственных страстотерпцев в урочище Ганина Яма.
31 августа 2019 года по окончании вечернего богослужения в Державном храме монастыря царственных страстотерпцев в урочище Ганина Яма митрополитом Екатеринбургским Кириллом возведен в сан архимандрита.
4 сентября 2019 года в Тронном зале кафедрального соборного Храма Христа Спасителя в Москве состоялось наречение архимандрита Леонтия во епископа Сызранского.
12 сентября 2019 года в Троицком соборе Данилова монастыря в Москве состоялась его епископская хиротония, которую совершили: Патриарх Кирилл, митрополит Волоколамский Иларион (Алфеев), митрополит Тверской и Кашинский Савва (Михеев), митрополит Самарский и Новокуйбышевский Сергий (Полеткин), митрополит Екатеринбургский и Верхотурский Кирилл (Наконечный), архиепископ Владикавказский и Аланский Леонид (Горбачёв), епископ Отрадненский и Похвистневский Никифор (Хотеев), епископ Кинельский и Безенчукский Софроний (Баландин), епископ Звенигородский Питирим (Творогов), епископ Тольяттинский и Жигулевский Нестор (Люберанский), епископ Павлово-Посадский Фома (Мосолов), епископ Нижнетагильский и Невьянский Евгений (Кульберг), епископ Алапаевский и Ирбитский Леонид (Солдатов), епископ Зеленоградский Савва (Тутунов), епископ Солнечногорский Алексий (Поликарпов).
12 марта 2024 года решением Священного синода утверждён священноархимандритом Вознесенского мужского монастыря города Сызрани.
24 октября 2024 года решением Священного синода назначен Преосвященным Воронежским и Лискинским, главой Воронежской митрополии, с освобождением от управления Сызранской епархией и вынесением благодарности за понесённые труды. 1 ноября того же года в Благовещенском кафедральном соборе в Воронеже состоялась торжественная встреча епископа Леонтия как нового правящего архиерея Воронежской епархии, епископа Леонтия. В своем обращении епископ Леонтий отметил, что назначение на столь ответственную должность стало для него неожиданным, но он видит в этом высший промысел и принимает на себя ответственность за духовное руководство. Он подчеркнул, что намерен продолжать славные традиции Воронежской епархии и следовать примеру великих архиереев прошлого, упомянув митрополита Сергия (Фомина). 2 декабря 2024 года в кафедральном соборном Храме Христа Спасителя в связи назначением главой Воронежской митрополии, патриархом Кириллом возведён в сан митрополита